# Dun Maraig
Dun Maraig ist eine kleine Gezeiteninsel mit annähernd elliptischem Grundriss in der Bucht Poll na h-Ealaidh an der Westküste der Halbinsel Trotternish im Norden der Insel Skye in Schottland, bzw. der Ostküste von Loch Snizort. Sie ist rund 40,0 Meter lang, und an der engsten Stelle gut 20,0 Meter breit. Der Flächeninhalt beträgt nur rund 800 Quadratmeter (0,08 Hektar).
Vom kleinen Dorf Cuidrach überblickt man Dun Maraig, auf der Ruinen des namengebenden alten Duns (Fort) liegen. Früher war die Insel über einen Damm mit dem Festland verbunden. Heute ist es nur bei extremer Ebbe möglich, zu Fuß zur Insel zu kommen. Etwas nördlich liegt der Ort Uig. An einem Strand finden sich Dinosaurierspuren. Von Uig verkehren Fähren zu den Hebriden.
Die kleine Insel wurde 1994 als Hauptpreis in einer deutschen TV-Show gewonnen.

## Weblinks

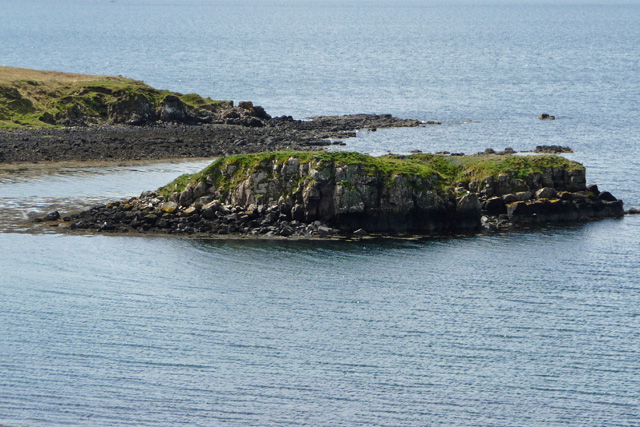
Dun Maraig